# Irina Milešina
Irina Nikolaevna Milešina (in russo Ирина Николаевна Милешина?; Lopatino, 20 luglio 1970) è un'ex biatleta russa.

## Biografia
In Coppa del Mondo ottenne il primo risultato di rilievo il 13 gennaio 1994 a Ruhpolding (15ª) e l'unico podio il 10 dicembre successivo a Bad Gastein (3ª).
In carriera prese parte a due edizioni dei Campionati mondiali (10ª nella gara a squadre a Ruhpolding 1996 il miglior risultato).

## Palmarès

### Coppa del Mondo
- Miglior piazzamento in classifica generale: 65ª nel 1996
- 1 podio (individuale[1]):
  - 1 terzo posto